# Shigeru Ishiba
Shigeru Ishiba (石破茂?,  Ishiba Shigeru; Kōge, 4 febbraio 1957) è un politico giapponese, membro del Partito Liberal Democratico e Primo ministro del Giappone dal 1º ottobre 2024.

## Biografia
Presidente del Partito Liberal Democratico dal 27 settembre 2024, in precedenza, fu segretario di partito dal 2012 al 2014 e varie volte ministro tra il 2002 ed il 2004, il 2007 ed il 2008 ed il 2012 ed il 2014, nei governi di Yasuo Fukuda, Tarō Asō, Shinzō Abe e Jun'ichirō Koizumi.
Il 1º ottobre 2024, a pochi giorni dalla sua elezione, forma il suo primo governo, il quale tuttavia è presto dimissionato, il 27 ottobre, in seguito all’indizione di nuove elezioni parlamentari al fine di confermare il supporto popolare per lo stesso Ishiba. 
A quest’ultime, tuttavia, nonostante il partito sia giunto ancora una volta primo, viene persa la maggioranza per la prima volta dal 2009, portando così ad un futuro periodo di instabilità, da cui un nuovo governo Ishiba (di minoranza) si è tuttavia salvato, ricevendo l’approvazione a maggioranza relativa con 221 voti, grazie all’astensione di alcuni partiti chiave (dovendo tuttavia comunque negoziare con questi per attuare il proprio programma).